# RC Competições
RC Competições /  Team RC é uma equipe automobilística de propriedade do preparador Rosinei Campos, o "Meinha", 13x campeão da Stock Car e 42 anos de experência.

A equipe RC é a equipe mais vitoriosa do Stock Car Brasil, sendo campeã 9x campeã: em 2004 com Giuliano Losacco, 2006 e 2007 com Cacá Bueno, 2010 com Max Wilson, 2013 e 2020 com Ricardo Maurício e  2017, 2018 e 2019 com Daniel Serra.

Equipe com 7 vitórias na Corrida do Milhão, uma das corridas de maior importãncia do campeonato. 

Atualmente tem como pilotos os paulistas Ricardo Mauricio e Daniel Serra, utilizando o modelo Chevrolet Cruze. E os pilotos Ricardo Zonta e Bruno Baptista  utilizando o modelo Toyota Corolla.  
Passaram pela equipe grandes pilotos como Luciano Burti , Antonio Jorge Neto, este vice campeão em 2006, Enrique Bernoldi, Raul Boesel, Lucas Di Grassi, Nonô Figueiredo, Thiago Camilo, entre muitos outros.

## História
A equipe foi fundada por Rosinei Campos no ano de 2000. Em 2005, recebeu o patrocínio da Eurofarma.